# Hasper SV
Der Hasper SV Fußball e. V. ist ein Fußballverein aus dem Hagener Stadtteil Haspe. Er entstand aus der Fußball-Abteilung des Hasper Sportvereins v. 1911/12, der 1998 aufgrund finanzieller Probleme aufgelöst wurde.

## Geschichte
Der Hasper SV Fußball e. V. entstand 1996 durch die Ausgliederung der Fußball-Abteilung aus dem Gesamtverein Hasper SV, die 1. Herren-Mannschaft spielte zu diesem Zeitpunkt in der Oberliga Westfalen. Aus der Oberliga stieg der HSV 1999 ab, woraufhin er noch zwei Jahre in der Verbandsliga verbrachte (1999 bis 2001), bevor er 15 Jahre lang in der Landesliga antrat (2001 bis 2016). Nach dem sportlichen Abstieg von der Landes- in die Bezirksliga, zog der Verein zu Beginn der Rückrunde der Saison 2016/17 seine Mannschaft aus Personalnot aus der Bezirksliga zurück. Seit 2017 spielt die 1. Mannschaft des HSV in der Kreisliga A1 Hagen.
Erfolge konnte der Verein insbesondere im Pokalwettbewerb des Fußballkreises Hagen/Ennepe-Ruhr verzeichnen. So wurde der HSV 2011 (3:0 im Finale gegen die SpVg SW Breckerfeld) und 2015 (3:1 im Finale gegen die TSG Herdecke) Kreispokalsieger. 2015 konnte man zudem das Hallenmasters des Fußballkreises Hagen/Ennepe-Ruhr gewinnen.
Die Fußballer des Hasper SV verbrachten – die Zeit innerhalb des Großvereins Hasper Sportverein v. 1911/12 mitgerechnet – 17 Spielzeiten in der höchsten westfälischen Amateurklasse (Verbandsliga Westfalen, von 1958 bis 1967 und von 1973 bis 1976 sowie Oberliga Westfalen von 1994 bis 1999) und konnten in der Saison 1964/65 mit einem 3. Platz hinter dem VfL Bochum und dem Lüner SV ihre beste Platzierung erzielen. Insgesamt viermal wurde der Hasper SV Meister seiner Landesliga-Staffel (1958, 1973, 1981 und 1993).
Der Verein war für seine gute Jugendarbeit bekannt und stellte sogar Spieler für den DFB ab. Klaus Germann nahm 1961 am UEFA-Juniorenturnier in Portugal teil. Zum Kader, der den dritten Platz erreichte, gehörten u. a. auch Sepp Maier, Wolfgang Overath und Reinhard Libuda. Torhüter Ralf Eilenberger gewann mit der deutschen Junioren-Nationalmannschaft 1984 das Valentin-Granatkin-Memorial in St. Petersburg und wurde von Torhüterlegende Lew Jaschin als bester Keeper des Turniers ausgezeichnet. Zum Kader des DFB gehörten u. a. Jürgen Kohler, Olaf Thon, Franco Foda, Manfred Schwabl und Ludwig Kögl.

## Stadion
In der circa 6.000 Zuschauer fassenden Bezirkssportanlage Haspe, die im Jahr 1990 eröffnet wurde, wird auf Kunstrasen gespielt. Die Sportanlage entstand auf einem Teilareal der stillgelegten Hasper Hütte. Der offizielle Zuschauerrekord datiert aus dem Jahr 1997, als der HSV die Sportfreunde Siegen in der Oberliga Westfalen vor 2.100 Zuschauern empfing.

## Persönlichkeiten

### Spieler
- Christopher Antwi-Adjei
- Thorsten Daniel
- Markus Ehrhard
- Ralf Eilenberger
- Asterios Karagiannis
- Benjamin Knoche
- Michael Melka
- Valdet Rama
- Michael Wurst
- Peter Zanter

### Trainer
- Heinz Kersting (1950er-Jahre)
- Erich Schanko (1960er-Jahre)
- Werner Cornelissen (1960er-Jahre)
- Dieter Tartemann (07/1995 – 10/1996)
- Frank Benatelli (10/1996 – 12/1997)
- Horst Bertram (07/2001 – 06/2002)